# Zamęcin
Zamęcin (deutsch Sammenthin) ist ein Dorf im Verwaltungsbezirk  Gmina Choszczno der polnischen Woiwodschaft Westpommern.

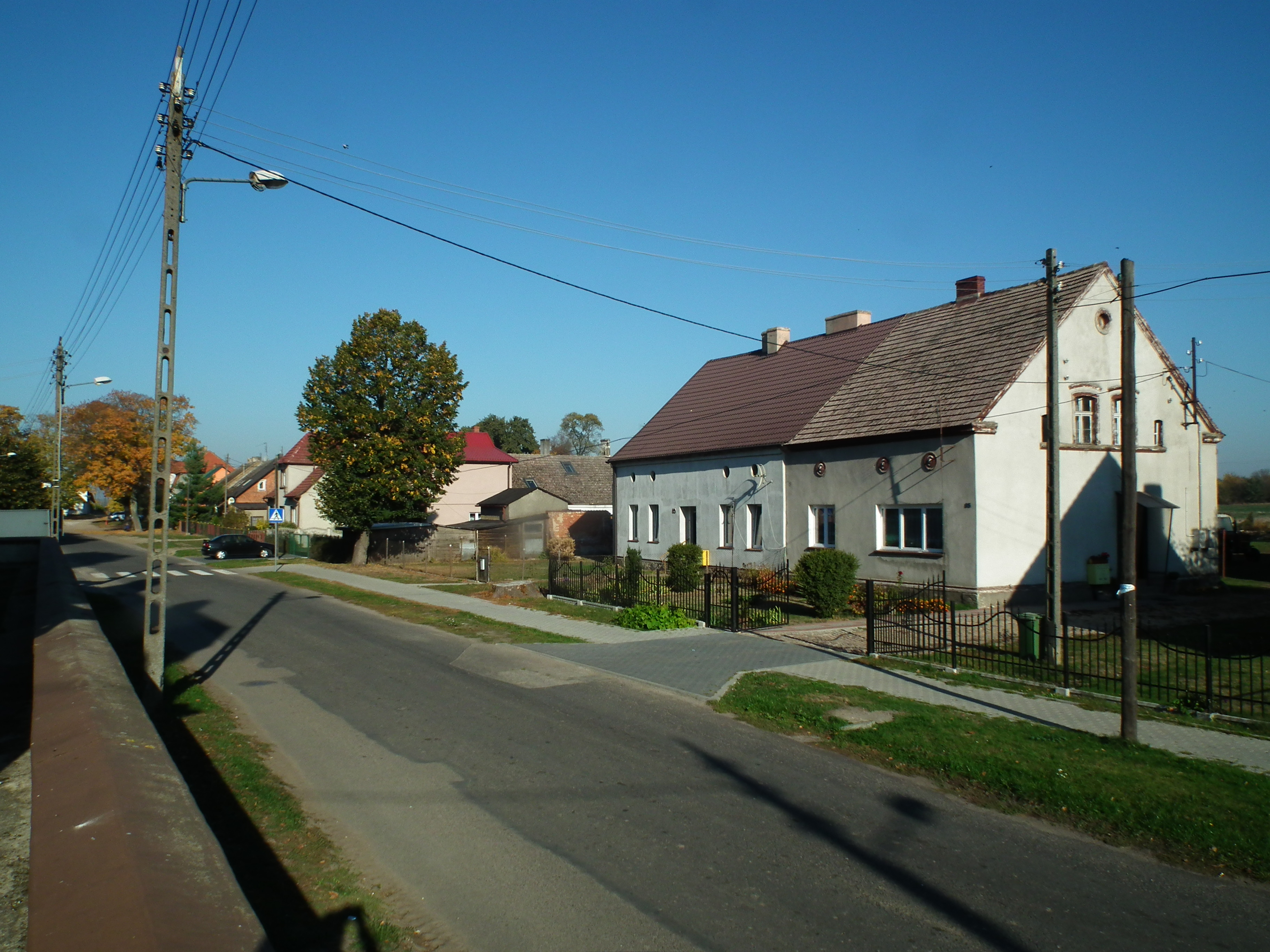
Dorfstraße

## Geographische Lage
Der Ort liegt in der Neumark,  etwa sechs Kilometer südlich  der Stadt Choszczno (Arnswalde) und 62 Kilometer südöstlich der regionalen Metropole Stettin (Szczecin).

## Geschichte
Unter dem Namen  Sammentin wurde das Dorf bereits in einer in Königsberg in der Neumark ausgestellten Urkunde von 1282 erwähnt, in der die Markgrafen von Brandenburg dem Kloster Kolbatz seine Besitztümer bestätigten, mit Ausnahme der Ortschaften Arnswalde und Sammentin, die es aufgeben musste.
Die Region wurde nach Einstellung der Kampfhandlungen des Zweiten Weltkriegs seitens der sowjetischen Besatzungsmacht der Volksrepublik Polen zur Verwaltung überlassen. Sammenthin wurde in „Zamęcin“ umbenannt. In der Folgezeit wurde die einheimische Bevölkerung von der polnischen Administration aus der Region vertrieben.

### Kirchspiel
Die Kirchengemeinde von Sammenthin war nach der Reformation zum evangelischen Glauben übergetreten.
Dorfpfarrer
- 1643–1693: Johann Madeweis (* 1609, † 1693)[3]

## Söhne und Töchter des Orts
- Friedrich Madeweis (1648–1705), Pädagoge und Hofbeamter